# باکسبرو (ماساچوست)
باکسبرو (به انگلیسی: Boxborough) شهرکی در شهرستان میدلسکس ایالت ماساچوست می‌باشد که در سال ۱۸۳۵ بنیان‌گذاری شده‌است. این شهرک در سرشماری سال ۲۰۱۰ میلادی، ۴٬۹۹۶ نفر جمعیت داشته‌است.